# Digambar

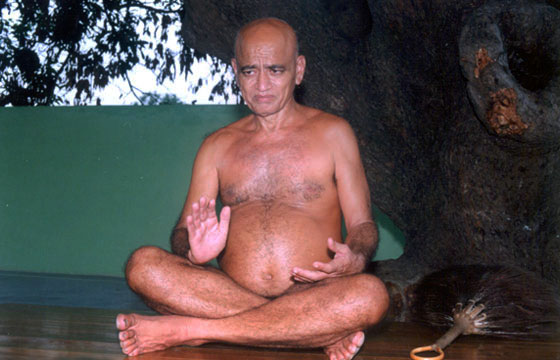
Acharya Vidyasagar, un destacado monje Digambara.

Se conoce como Digambar o Digambara (en sánscrito: दिगंबर ‘vestidos con el cielo’) a una de las dos principales sectas del jainismo junto con los Śvētāmbara. El jainismo se dividió en dos sectas en torno al siglo iii d. C., evento frecuentemente relacionado con el Concilio de Vallabhi. La palabra Digambara significa "vestidos de cielo" y se refiere a la práctica monacal tradicional de no poseer ni vestir ropa alguna. 
Las tradiciones Digambara y Svetambara han tenido diferencias históricas con respecto a su código de vestido, sus templos e iconografía, su actitud hacia las monjas yainas, sus leyendas y los textos que consideran importantes. Los monjes Digambara enfatizan la virtud de no-ataduras y de no-posesión de bien material alguno. Los monjes cargan una escobilla llamada picchi (de propiedad comunitaria) hecha de plumas caídas de pavo real para empujar a un lado y por tanto salvar la vida de los insectos en su camino o antes de sentarse. La literatura Digambara puede trazarse solamente hasta el primer milenio de la era común, siendo el Satkhandagama de Dharasena, escrito en la mitad del siglo II, el texto sagrado más antiguo que aún sobrevive. Uno de los monjes y escolares más importantes de la tradición Digambara fue Kundakunda.
Las comunidades yainas Digambara se encuentran en la actualidad principalmente en los Basadis de Karnataka, y en áreas del sur de Maharastra y Madhya Pradesh. De acuerdo con Jeffery D. Long, un académico de estudios Hindúes y Jainistas, menos de la quinta parte de todos los yainas de la India tienen herencia Digambara.

## Orígenes en las Descripciones Tradicionales
Los Digambaras y los Svetambaras discrepan en sus relatos de cómo inició la subtradición Digambara en el Jainismo. De acuerdo con los Digambaras, ellos son los seguidores originales de Mahavira y los Svetambaras se separaron después en la época de Bhadrabahu cuando su predicha hambruna de doce años dio inicio a su migración de India central. Un grupo de monjes yainas se dirigió al occidente y al norte hacia Rayastán, en tanto que el segundo grupo se dirigió al sur hacia Karnataka. Los primeros se convirtieron en los Svetambaras y mantuvieron sus creencias "heréticas" y prácticas como las de vestir ropas blancas que adoptaron allí, según los Digambaras. En contraste, de acuerdo con los Svetambaras, ellos son los seguidores originales y los Digambaras surgieron 609 años después de la muerte de Mahavira (alrededor del siglo I) debido a un hombre arrogante llamado Sivabhuti quien se hizo monje yaina en un ataque de rabia tras una disputa en su casa. Se le acusa de dar comienzo a la tradición Digambara con lo que los Svetambara llaman los "ocho ocultamientos," de rechazar los textos yainas preservados por la tradición Svetambara y de malentender la ideología yaina incluyendo los aspectos relacionados con las monjas y a las vestimentas. Ninguna de estas explicaciones puede hallarse en textos antiguos yainas o no yainas. La versión más antigua de la historia Digambara aparece en el siglo X, en tanto que la versión más antigua de la historia Svetambara aparece en el siglo V.

## Escrituras y Literatura
La secta Digambara del Jainismo rechaza los textos y la literatura canónica de la secta Svetambara. Creen que las palabras de Mahavira no sobreviven ni pudieron haber sido escritas. De acuerdo con ellos, las enseñanzas originales pasaron por un rápido periodo de declinamiento y las afirmaciones de los Svetambara de haber preservado el conocimiento sagrado y los angas antiguos son falsas.
De acuerdo con los Digambaras, su trigésimo tercer acharya fue Dharasena, quien conocía un anga y se lo enseñó a Pushpadanta y Bhutabali, 683 años después del moksha de Mahavira. Ese anga desapareció también con la muerte de aquellos. Las enseñanzas de Dharasena que han sobrevivido son el Ṣaṭkhaṅḍāgama (La Escritura de Seis Partes) y el Kasayapahuda (Tratado sobre las Pasiones), que fueron escritos en hojas de palma en una cueva cercana al Monte Girnar (en Guyarat) y de los cuales una copia y un comentario del siglo XII llegaron a la región de Tulu Nadu (en el sur de Karnataka). Estas escrituras han sobrevivido como los Manuscritos de Mudbidri, que fueron usados por los yainas de la región no para leer y estudiar sino como objeto de culto devocional por siglos. En el siglo XIX, el manuscrito frágil y en deterioro fue copiado y porciones de él fueron filtradas a académicos entre 1896 y 1922 a pesar de las objeciones de los monjes Digambara. Se considera el texto Digambara más antiguo del que se tenga conocimiento y es trazable al siglo II. 
A diferencia de los Svetambaras, los Digambaras no tienen un canon. Tienen una literatura cuasi-canónica agrupada en cuatro categorías literarias llamadas anuyoga (exposición) desde la época del escolar Digambara Rakshita. El prathmanuyoga (primera exposición) contiene la historia universal, el karananuyoga (exposición de cálculos) contiene trabajos sobre cosmología, el charananuyoga (la exposición de comportamiento) incluye textos sobre el comportamiento apropiado para monjes y laicos, y el dravyanuyoga (la exposición de entidad) contiene discusiones metafísicas. En la tradición Digambara, no son los textos más antiguos que han sobrevivido en sus templos y monasterios los que atraen el mayor estudio o reverencia, sino el Mahapurana (historia universal) de Jinasena que data del final del siglo IX. El Mahapurana incluye no solamente historia religiosa sino también la historia sociológica mítica del pueblo yaina desde la perspectiva Digambara, incluyendo el sistema de castas yaina y sus orígenes tal y como los formulara Rishabha. La tradición Digambara mantiene una largo lista de maestros reverenciados, lista que incluye a Kundakunda, Samantabhadra, Pujyapada, Jinasena, Akalanka, Vidyanandi, Somadeva y Asadhara.

## Creencias
La vertiente digambara del jainismo niega la autoridad de Agama recogido por Sthulabhadra. Creen que en la época de Dharasena, el maestro número veintitrés tras Gandhar Gautama, solo se conocía un Agama. Esto ocurrió unos 683 años después del nirvana de Mahavira. Tras sus alumnos Puspadant y Bhutabali, también ese conocimiento se perdió.

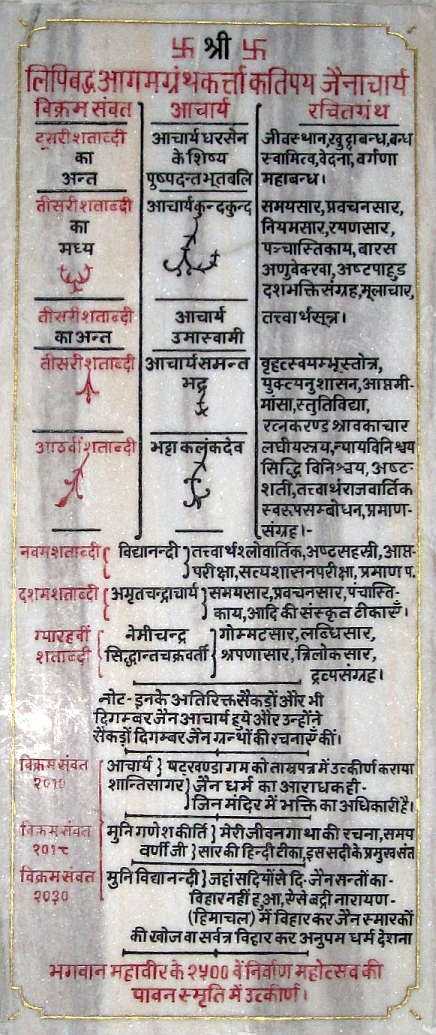
Fragmento de Marhiaji que menciona los acharyas jainas.

Según la tradición Digambara Maharavira, el último tirthankara, nunca se casó y renunció al mundo a la edad de treinta años con el permiso de sus padres. Los Digambara creen que tras obtener la iluminación Mahavira se liberó de las necesidades humanas como el hambre, la sed o el sueño. Los monjes de la tradición Digambar practican el nudismo religioso y no llevan ninguna prenda. Simplemente llevan un plumero fabricado con plumas caídas de la cola de un pavo real y una calabaza con agua.
Una de las figuras más importantes en la tradición erudita de los monjes jainas es Acharya Kundakunda. Esta persona escribió textos en Prákrito como el  Samayasar y el  Pravachansar. Samantabhadra y Siddhasena Divakara fueron otros monjes importantes dentro de esta tradición.
Los textos del Shatkhand-agama y del Kasay-pahuda se consideran como los de mayor importancia en la tradición Digambara.
De acuerdo con los textos Digambara, tras alcanzar el estado de Kevala Jnana (omnisciencia), los arihant (seres omniscientes) están libres de las necesidades humanas como el hambre, la sed y el sueño. En contraste, los textos Svetambara predican que esto no es cierto. De acuerdo con la tradición Digambara, un alma puede alcanzar moksha (liberación) solamente desde el cuerpo masculino y la desnudez completa es una necesidad. En comparación, los Svetambaras creen que las mujeres pueden alcanzar la liberación desde su cuerpo femenino y que la renuncia a la ropa no es en absoluto necesaria.

## Prácticas

### Monacato Digambara
El estilo de vida y la conducta de un monje Digambara están guiados por un código llamado mulacara (mulachara). Incluye 28 mūla guņas (atributos primarios) para el monje. El texto más antiguo que contiene estas normas el Mulachara del siglo II atribuido a Vattekara, que probablemente se originó en la región de Mathura. 
Las normas se dividen enː cinco mahāvratas (grandes votos); cinco samitis (moderaciones); cincoindriya nirodha (control de los cinco sentidos); seis āvaśyakas (observaciones esenciales); y siete niyamas (reglas). Los cinco votos sumpremes son ahimsa (no dañar), verdad, no robar, celibato y no poseer. A un monje Digambara solamente se le permite llevar una escobilla de plumas, una calabaza de agua y las escrituras.
Los monjes Digambara no usan ninguna prenda de vestir pues éstas son consideradas parigraha (posesiones), que inevitablemente llevan al apego. Los monjes cargan un picchi, una escobilla hecha de plumas caídas de pavo real para empujar a un lado a los insectos pequeños sin dañarlos, y una Kamandalu (una calabazar para llevar agua pura y esterilizada). El director de todos los monjes es llamado Acharya, en tanto que los tutores de los santos se denominan upādhyāya. Los Āchārya tienen 36 atributos primarios (mūla guņa) además de los 28 antes mencionados.
Los monjes practican a diario la kayotsarga. postura de yoga caracterizada por una postura rígida de pie o sentado con los brazos a cada lado, las rodillas rectas y los dedos de los pies dirigidos al frente.En 2006, había 548 monjes Digambara y 527 monjas.

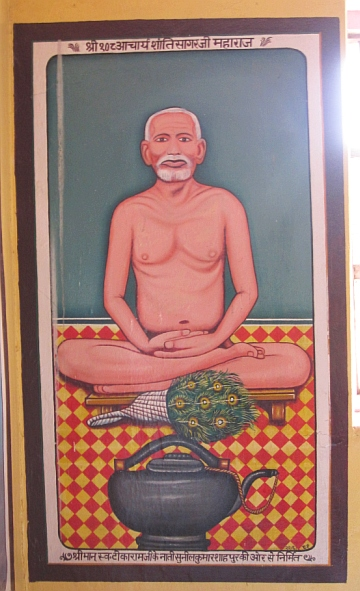
Imagen del monje Shantisagar. A sus pies puede observarse el plumero que suelen portar los monjes digambara.

Los más destacables Acharyas de la tradición Digambar fueron Kundakunda (autor del Samayasar y otras obras), y Virasena (autor de un comentario sobre el Dhavala).
Los líderes de los monjes que permanecen de manera sedentaria en un lugar (yatis dentro de la tradición Digambara se conocen como Bhattaraka.
En el siglo X, la tradición Digambara se dividió en dos órdenes.
- Mula Sangh
- Kashtha Sangh.

De manera directa o indirecta, prácticamente todos los monjes digambara siguen la tradición de Shantisagar, un monje del siglo XX que fue el primero en peregrinar por el norte de la India después de siglos.
Actualmente tiene especial importancia la vertiente reformista conocida como Digambar Terapanth, que se caracteriza por un importante aniconismo.

### Monjas
Las monjas en la tradición Digambara se denominan aryikas. A diferencia de los monjes, las monjas Digambara sí usan prendas de vestir. Debido a sus creencias como el no-apego y la no-posesión, la tradición Digambara ha mantenido que las mujeres no pueden lograr la salvación (moksha) como pueden hacerlo los hombres, y que lo mejor a lo que pueden aspirar es a renacer como hombres en su reencarnación siguiente. De acuerdo con Jeffery Long, los monjes tienen mayor estatus que las monjas en los monasterios Digambara. Desde la perspectiva de un monje Digambara, tanto las monjas Digambara como los monjes y monjas Svetambara son simplemente laicos yainas más piadosos, incapaces de practicar los votos monásticos yainas a plenitud. Las monjas Digambara son relativamente escasas en comparación con las de las tradiciones Svetambara. De acuerdo con encuestas sobre las subtradiciones jainistas en los años setenta y ochenta había alrededor de 125 monjes y 50 monjas Digambara en comparación con las 3.400 monjas y 1.200 monjes de la tradición Svetambara.

### Culto

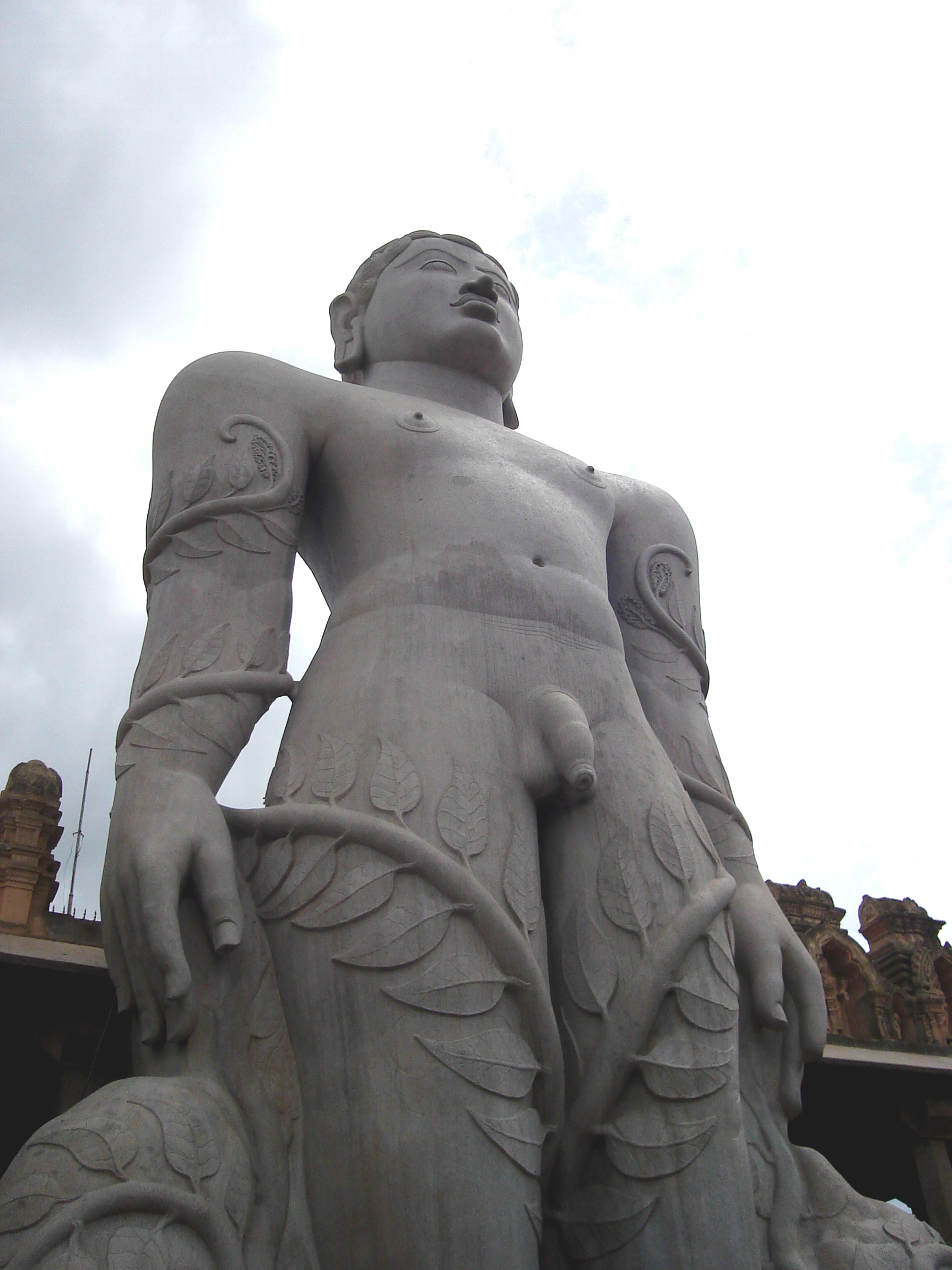
La estatua de Gomateshwara data del 978-993 d. C.

Los yainas Digambara rinden culto a ídolos completamente desnudos de los tirthankaras (seres omniscientes) y los siddha (almas liberadas). El tirthankara se representa sentado en postura de yoga o de pie en la postura Kayotsarga